# Diamantinia citrina
Diamantinia citrina är en svampart som beskrevs av A.N. Mill., Læssøe & Huhndorf 2003. Diamantinia citrina ingår i släktet Diamantinia och familjen kolkärnsvampar.   Inga underarter finns listade i Catalogue of Life.